# Leurus eraticus
Leurus eraticus là một loài tò vò trong họ Ichneumonidae.